# インディアン・クラシカル・ダンス・トゥループ

## インディアン・クラシカル・ダンス・トゥループ
インディアン・クラシカル・ダンス・トゥループ (Indian Classical Dance Troupe) は日本の舞踊団である。略して単に「トゥループ」と呼ぶこともある。1997年豊田市国際交流協会にて、インド出身の舞踊家・小久保シュヴァを講師に「インド舞踊サークル」としてスタート。インド古典舞踊バラタナッティアムの習得に励む。他にウダイ・シャンカール (Uday Shankar) スタイルによる創作舞踊やタゴール・ダンスも併せて学んでいる。2003年に小久保シュヴァ主宰のもと豊田市国際交流協会より独立し「インディアン・クラシカル・ダンス・トゥループ (Indian Classical Dance Troupe)」に改称。現在、名古屋・豊田・川崎・東京に練習の拠点を置くほか、地元愛知をはじめ全国各地、また海外における公演活動を行っている。

## 国内公演
1997年、トゥループ創立以来、定期的に自主公演を行っている。主に地元、地元豊田と名古屋を拠点に公演を行っているが、折節の記念すべき年には特別公演として地元以外でも公演を行う。インド本国より声楽家、舞踊家を招いて共同公演を行うこともあり、2001年のアジア民族舞踊フェスティバルでは古典声楽、ムリダンガム、バイオリン奏者など４名を招いての共同公演、2003年には声楽家、タブラ奏者、サロード奏者の３名を招き共同公演、2004年には声楽家、タブラ奏者を招き共同公演、2011年にはタゴール暎子夫妻を賓客として招きタゴール生誕150周年公演、2017年にはトゥループの20周年公演としてマニプリの舞踊家を招き共同公演を行っている。また2019年には来日25年を迎えた小久保シュヴァの特別記念企画として、小久保シュヴァ及びトゥループの創作舞踊の師であるママタ・シャンカール(Mamata Shankar)を招きワークショップと講演を主催する。その他、各地の記念事業、ボランティア、寺院における舞踊奉納など多岐にわたる公演活動を行っている。

## 海外公演
1999年インド西ベンガル州で最も権威ある舞踊の祭典「ウダイ・シャンカール・ダンス・フェスティバル」に日本人による舞踊団として初めて招待され公演を行った。以降2004年、2008年と招聘を受け公演を行っている。他にも現地での単独公演、共同公演を開催、ワークショップを行うなど、地元メディアのテレビ、新聞に紹介され、舞踊を通じた草の根の日印交流の輪を拡げている。2007年にはアメリカNABC(在米ベンガル人協会)より招待を受け、これも日本人舞踊団としては初めて公演を行った。2016年には「日本・シンガポール国交50周年記念」事業の一環としてシンガポール観光局より招待を受け公演に参加、単独公演、ワークショップも同時に行う。2019年にはインドマハーラーシュトラ州ムンバイで「インディアン・インターナショナル・ダンス・フェスティバル」に、これまでの公演実績が認められ日本の舞踊団として初めての招待を受け公演を行った。また同州プネのオームカレッシュワ寺院では多くの観衆の見守る中で奉納舞踊を行っている。

## 活動
インディアン・クラシカル・ダンス・トゥループ自主公演の際、チャリティー募金により、2001年の『インド西部地震』や2004年『インド洋スマトラ島沖地震』で被害に遭われた人々に赤十字を通じ寄付を行う。また2010年のチャリティー合同公演では中部善意銀行に公演の収益金を贈っている。2011年の東北関東大震災では直接現地に出向き、被害に遭った多賀城市や七ヶ浜町の幼稚園などを訪れ慰問を行った。2001年の名古屋市主催による「アジア民族舞踊フェスティバル」、またトゥループ主催による2003年、2004年、2017年の自主公演では現地インドより声楽家、舞踊家を招き共同公演を行っている。

## メンバー
インド舞踊サークル時代からのメンバーに鈴木文子、近藤かね子、清水あけみ、岡田さち代がおり、インディアン・クラシカル・ダンス・トゥループの時代になってからでは久野伊保子、小川さやか、木下浩子、高橋尚子、近藤陽子、永田直子、吉野妙子、酒井藍子、高橋都などがいる。2002年に夏目由紀子、2012年にはアンナラウラ・シュッカがアランゲトラムを行う。2014年には小川さやかがアランゲトラムを行い「インド舞踊＆コンテンポラリーNritya」を主宰している。

## 公演

### 自主公演
- 1999年03月　「インドの夕べ」第１回自主公演 愛知県豊田市産業文化センター
- 2001年06月　「インドの心」第２回自主公演 愛知県豊田市市民文化会館
- 2003年05月　「DOVOTIEN」日印国交50周年記念特別公演 愛知県豊田市産業文化センター
- 2003年05月　「DOVOTIEN」日印国交50周年記念特別公演 愛知県名古屋市長円寺会館
- 2004年06月　「インドの物語」第３回自主公演 東京都豊島公会堂
- 2004年10月　「インドの物語」第３回自主公演 静岡県三島市長泉ベルフォーレ
- 2004年10月　「インドの物語」第３回自主公演 愛知県名古屋市中電ホール
- 2005年06月　「インドへの道」第４回自主公演 愛知県豊田市産業文化センター
- 2007年05月　「インドの風・日本の風」第5回自主公演 愛知県名古屋市東文化小劇場
- 2009年06月　「インドへの祈り～溢れる想い～」第6回自主公演 愛知県名古屋芸術創造センター
- 2011年05月　「タゴール生誕150周年記念特別公演」愛知県名古屋市揚輝荘 タゴール夫妻主賓
- 2012年06月　「インドからのおくりもの～Blessings～」第7回自主公演 愛知県豊田産業文化センター
- 2017年06月　「Dhritam,tha Rhythmt～感謝をこめて～」第8回～インディアン・クラシカル・ダンス・トゥループ20周年記念～東京公演
- 2017年06月　「Dhritam,tha Rhythmt～感謝をこめて～」第8回～インディアン・クラシカル・ダンス・トゥループ20周年記念～名古屋公演

### 海外公演
- 1999年12月　インド西ベンガル州政府主催「ウダイ・シャンカール・ダンスフェスティバル」第1回参加公演
- 1999年12月　インド西ベンガル州コルカタ市国際文化交流協会主催「古典舞踊」単独公演
- 2004年10月　インド西ベンガル州政府主催「ウダイ・シャンカール・ダンスフェスティバル」第2回参加公演
- 2004年10月　インド西ベンガル州コルカタナバンクール高校ジョイント公演
- 2004年10月　インド西ベンガル州コルカタバガジャティンセントラルクラブ主催 ビルラー寺院にて単独公演
- 2007年07月　アメリカNABC デトロイト公演 第1回参加公演
- 2008年12月　インド西ベンガル州政府主催「ウダイ・シャンカール・ダンス=フェスティバル」第3回 参加公演
- 2008年12月　インド西ベンガル州ソデュプール（インド・ジャパン＝ダンスミート）「古典&創作」公演
- 2008年12月　インド西ベンガル州クリシュナナガル「古典&創作」単独公演
- 2010年07月　アメリカNABC アトランティックシティ公演 第２回参加公演
- 2016年10月　シンガポール「日本・シンガポール国交50周年記念」参加公演
- 2016年10月　シンガポール タゴール協会主催「インド舞踊」単独公演
- 2019年02月　インドマハーラーシュトラ州ムンバイ「インド・インターナショナル・ダンス・フェスティバル」参加公演

### 奉納舞
- 2012年08月　奈良県 東大寺大仏殿 舞踊奉納
- 2013年08月　奈良県 東大寺 舞踊奉納
- 2016年05月　愛知県 名古屋市大乗教宝塔建立40周年記念 舞踊奉納
- 2019年02月　インド マハーラーシュトラ州プネ オームカレッシュワ寺院 舞踊奉納

### その他の公演
- 1997年10月　愛知県 豊田市国際交流フェスティバル参加公演(第１回参加)
- 1997年11月　愛知県 豊田市保見ヶ丘ふれあい祭り参加公演
- 1997年12月　愛知県 豊田市福祉会館クリスマス公演
- 1998年07月　愛知県 三好町(現・みよし市)サンアートカルチャーセンター公演
- 1998年10月　愛知県 豊田市民芸館参加公演
- 1998年10月　愛知県 豊田市国際交流フェスティバル参加公演 (第２回参加)
- 1998年10月　愛知県 名古屋市国際交流協会フェスティバル参加公演
- 1999年02月　愛知県 豊田市東高校公演 1999年10月
- 1999年10月　愛知県 豊田市国際交流フェスティバル公演(第３回参加)
- 2000年06月　愛知県 名古屋市愛知国際プラザフェスティバル2000公演
- 2000年06月　愛知県 名古屋市「SUBHA CHAKRABORTYの世界」～indian mood ～ 公演
- 2000年06月　愛知県 豊田市K-TEN Presents公演
- 2000年09月　愛知県 豊田市高橋中学校公演
- 2000年10月　愛知県 豊田市国際交流フェスティバル参加公演(第４回参加)
- 2000年12月　愛知県 豊田市オイスカ中部日本研修センター公演
- 2001年03月　大阪府 富田林市春一番コンサート「インド古典舞踊の夕べ」公演
- 2001年07月　愛知県 豊田市国際交流フェスティバル参加公演(第５回参加)
- 2001年10月　愛知県 瀬戸市「せと市民まつり」参加公演
- 2001年11月　愛知県 名古屋市主催「アジア民族舞踊フェスティバル」公演
- 2002年03月　愛知県 豊田市市制51周年記念公演
- 2002年10月　愛知県 豊田市国際交流フェスティバル参加公演(第６回参加)
- 2002年10月　夏目由紀子～アランゲトラム～公演
- 2003年07月　愛知県 清洲町(現・清須市)国際交流フェスティバル公演
- 2003年10月　福井県 若狭路博2003公演
- 2004年02月　愛知県 名古屋市国際センター「マレーシアフェスティバル」参加公演
- 2005年04月　愛知県 刈谷市「わいわい春祭り」参加公演
- 2005年09月　愛知県 愛知万国博覧会インド館公演
- 2005年09月　愛知県 三好町国際交流フェスタ公演
- 2005年10月　愛知県 名古屋市覚王山揚輝荘公演
- 2005年11月　愛知県 名古屋市短歌会館文化祭参加公演(1回)
- 2005年07月　愛知県 名古屋市愛知淑徳大学公演
- 2005年11月　愛知県 名古屋市短歌会館文化祭参加公演(第２回)
- 2006年03月　富山県 黒部国際文化センター参加公演
- 2006年10月　愛知県 名古屋市短歌会館文化祭参加公演(第3回)
- 2006年11月　愛知県 刈谷市ディワリー祭参加公演
- 2007年03月　大阪府 アジア図書館25周年記念アジア音楽祭参加公演
- 2007年08月　愛知県 江南市国際交流フェスティバル参加公演
- 2007年11月　岐阜県 岐阜市アジア画映祭公演
- 2008年09月　愛知県 名古屋市八事山興正寺五重塔建立二百年祭 記念公演
- 2008年10月　愛知県 名古屋市短歌会館文化祭参加公演(第4回)
- 2008年11月　愛知県 豊田市民芸館参加公演
- 2008年11月　愛知県 豊田市保見交流館ふれあい祭り参加公演
- 2009年06月　東京都 日本ヴーダーンタ協会(ラーマクリシュナ・ミッション)50周年記念《東京公演》インド大使館講堂インド大使主賓
- 2009年10月　愛知県 小牧市愛知文教大学文化祭公演
- 2009年11月　愛知県 名古屋市短歌会館文化祭参加公演 (第5回)
- 2010年01月　愛知県 名古屋市ちくさ座５団体合同チャリティー公演
- 2010年01月　大阪府 日本ヴーダーンタ協会(ラーマクリシュナ・ミッション)50周年記念《大阪公演》帝人ホールインド領事主賓
- 2010年05月　愛知県 名古屋市「NPO法人国際交流揚輝荘の会」参加公演
- 2010年09月　愛知県 名古屋文化振興事業団 短歌会館主催「インド古典舞踊」単独公演
- 2011年09月　東京都 ナマステ・インディア参加公演。またセミナーハウスにて《タゴール生誕150周年記念》のワーク&公演を行う
- 2011年10月　愛知県 刈谷市「ナマステインディアin KARIYA」参加公演
- 2012年08月　奈良県 東大寺ミュージアム(金鍾会館)参加公演
- 2012年10月　愛知県 豊田市国際交流協会「国際の日」～世界の踊り～公演
- 2012年11月　愛知県 豊田市梅坪交流館　参加公演
- 2012年11月　アンナラウラ・シュッカ～アランゲトラム～公演
- 2013年07月　愛知県 名古屋市国際センター主催世界ヘエ・ホウ講座「インドの風・日本の風～つながる二つの国～」公演
- 2013年03月　千葉県 成田山新勝寺「インド古典舞踊」公演
- 2013年09月　東京都 ナマステ・インディア参加公演
- 2014年04月　東京都 インド大使館「さくらフェスティバル」参加公演
- 2014年07月　愛知県 犬山市リトルワールド「インド古典舞踊」公演
- 2014年11月　小川さやか～アランゲトラム～公演
- 2015年09月　愛知県 名古屋市JICA(国際協力機構)参加公演
- 2015年10月　東京都 ドゥルガプージャ「インド古典舞踊」参加公演
- 2016年04月　愛知県 春日井市ポタジェ・ハタノ主催「インドへの誘い～インド古典舞踊とともに」公演
- 2016年09月　東京都 ナマステ・インディアに参加公演
- 2016年10月　愛知県「刈谷市ナマステ・インディアin KARIYA」参加公演
- 2017年06月　静岡県「インドの調べに誘われて」インディアン・クラシカル・ダンス・トゥループ＆アノンド・ニケタン共演20周年記念公演
- 2018年09月　東京都 ナマステ・インディアに参加公演
- 2018年10月　神奈川県 横浜市山下公園「ディワリ祭」参加公演
- 2019年05月　東京都 日本ヴェーダーンタ協会(ラーマクリシュナ・ミッション)「ヴィヴェーカーナンダ生誕156周年記念」参加公演
- 2019年05月　BATJ主催 ラビンドラナート・タゴール第158回生誕記念祝賀会　参加公演
- 2019年08月　横浜スパルクリングトワイライト2019　パレード＆参加公演
- 2019年10月　東京ベンガル会主催　ドゥルガプージャー参加公演
- 2019年10月　愛知県「刈谷市ナマステ・インディアin KARIYA」参加公演

### 公演以外
- 1999年10月　愛知県 安城市安城学園講演
- 2000年07月　アメリカ デトロイト交換留学生とTIAインド舞踊サークル交歓会
- 2005年11月　愛知県 豊田市保見交流館ふれあい祭り「インドについて」トゥループ企画により展示紹介
- 2007年09月　インディアン・クラシカル・ダンス・トゥループ「十周年記念同窓会」
- 2011年07月　宮城県 多賀城市、七ヶ浜町震災地慰問
- 2015年06月　トゥループのメンバーAsmita & Rhitveeka(東京・川崎教室)の両名がダンストーナメント「タレントギャラクシー」で最優秀賞受賞
- 2015年11月　愛知県 豊田市松坂屋インディアン・クラシカル・ダンス・トゥループ主催「一日まるごとインド体験」

#### インディアン・クラシカルダンス・トゥループ主催による特別企画
- 2019年11月　愛知県 豊田市「ママタ・シャンカール＝ワークショップ＆講演」
- 2019年11月　神奈川県 川崎市「ママタ・シャンカール＝ワークショップ＆講演」
- 2019年11月　神奈川県 川崎市　コハナ・インターナショナル・スクール「ママタ・シャンカール＝創作舞踊について」講演
- 2019年11月　東京都 サイセンター「ママタ・シャンカール＝宗教と人生について」講演
- 2019年11月　東京都 ベンガル協会「ママタ・シャンカールを囲んで」講演
- 2019年11月　東京都 インド大使館「ママタ・シャンカール＝ウダイ・シャンカール・スタイルによる創作舞踊について」講演
- 2019年11月　東京都 NHKワールドベンガルラジオ出演 インタビュー